# Juan Filloy

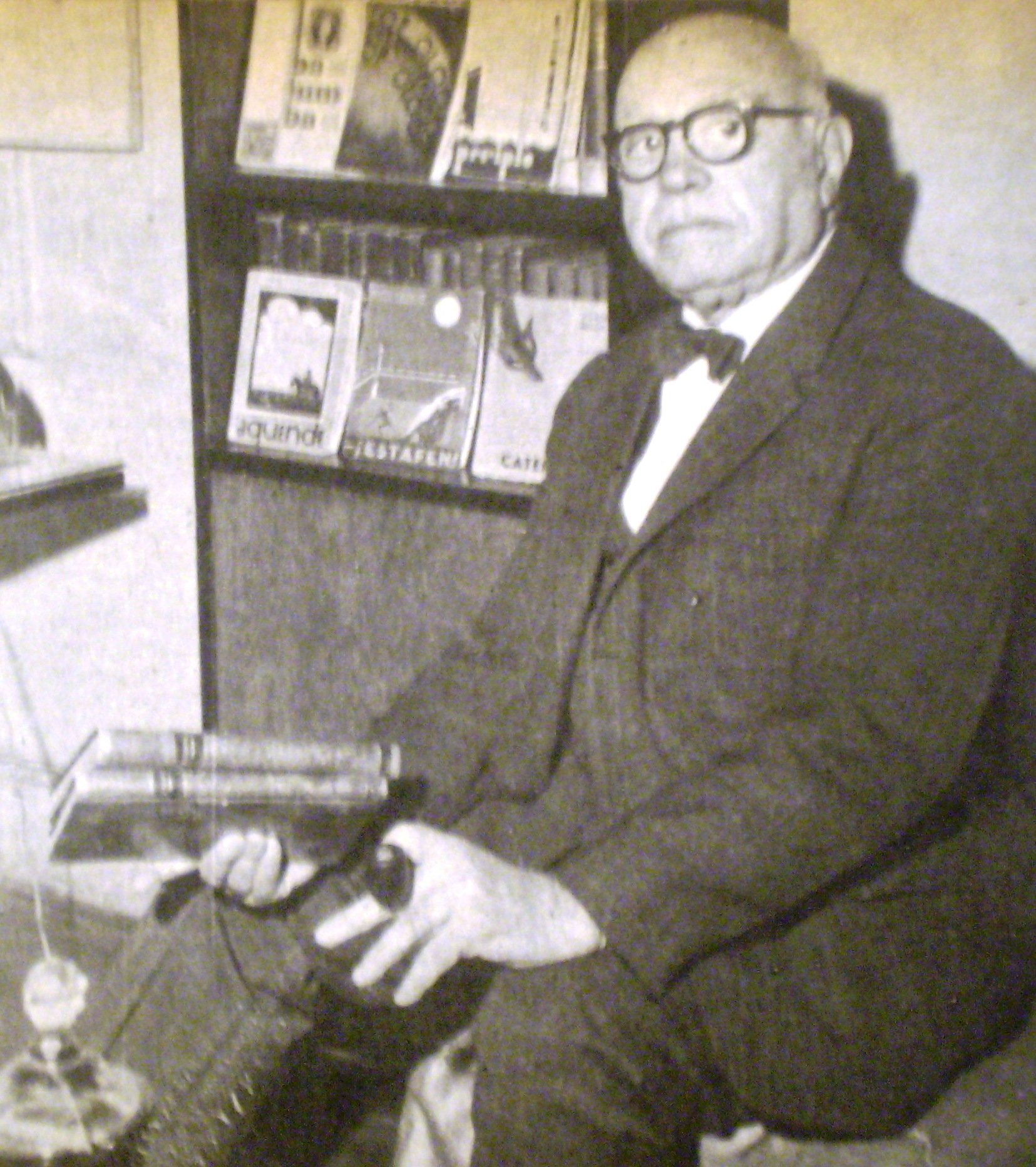
Juan Filloy, 1971

Juan Filloy (* 1. August 1894 in Córdoba; † 15. Juli 2000 ebenda) war ein argentinischer Schriftsteller.

## Leben
Juan Filloy erblickte als viertes von fünf Kindern europäischer Einwanderer – der Vater war Spanier, die Mutter Französin – in der Millionenstadt Córdoba das Licht der Welt. Seine Eltern betrieben am Rande der Stadt eine kleine Gemischtwarenhandlung.
Filloy entschied sich für ein Jurastudium an der Universidad Nacional de Córdoba und zog nach dessen Abschluss 1920 ins zentralargentinische Río Cuarto. Aus dem kurzfristigen Aufenthalt, den er anfangs geplant hatte, wurden schließlich 64 Jahre, in denen er als Anwalt und Richter arbeitete. Im Jahre 1984 ging Filloy zurück in seine Geburtsstadt. Sein zum 100. Geburtstag geäußerter Wunsch, ein Schriftsteller von drei Jahrhunderten zu werden, erfüllte sich nicht: er starb 2000 105-jährig, während er eine Siesta hielt.

## Werk
Filloy zählte zu den sonderbaren und geheimnisvollen Einzelgängern der argentinischen Literaturszene. Seine Bücher erschienen meist als Privatdrucke, ausnahmsweise in kleineren Verlagen, er verweigerte sich jedoch dem großen Literaturbetrieb und dessen Zentrum Buenos Aires. Zwischen 1939 und 1967 brachte er kein einziges Werk heraus.
Sein Œuvre umfasst 49 Bücher, darunter 11 Romane. Viele davon sind mit Anspielungen, Sarkasmus und Polemik durchsetzt. Auffällig ist zudem, dass der überwiegende Teil einen Titel trägt, der sich aus sieben Buchstaben zusammensetzt. Zu den bedeutendsten gehören Op Oloop (1934, 1967 und 1997), Caterva (1938 und 1992) und der Kurzgeschichtenband Los Ochoa (1972).
Sechzig Jahre lang arbeitete er für die Zeitung El Pueblo, in der Glossen, Kunst- und Theaterkritiken von ihm erschienen. Seine außergewöhnliche Stellung in der argentinischen Literatur untermauert eine Sammlung von 14.000 Palindromen, die er im Laufe der Jahrzehnte anlegte. Eine Auswahl dieser Palindrome wurde unter dem Titel Karcino (1988 und 2005) in Argentinien veröffentlicht.
In seinem Heimatland Argentinien galt er lange Zeit als „geheimer Klassiker“. Erst seit Mitte der 1990er Jahre werden seine Bücher neu aufgelegt, 2005 und 2006 wurden mit Op Oloop und Caterva erstmals Romane von Juan Filloy in Spanien beim Verlag Siruela herausgegeben. Übersetzungen ins Niederländische dieser beiden Titel von Ari van der Waal erschienen bereits früher; seit 2002 liegt Op Oloop auch in deutscher Übersetzung von Silke Kleemann vor.

## Ehrungen
- 1986 Ordine al Merito della Repubblica Italiana
- 1989 Dr. h. c. der Universidad Nacional de Río Cuarto
- 1990 Ordre des Arts et des Lettres[1]
- 1995 Plume d’honneur des PEN-Clubs

## Werke
Spanisch
- Periplo (1930)
- ¡Estafen! (1931 und 1997)
- Balumba (1932)
- Op Oloop (1934, 1967, 1997 und 2005)
- Aquende (1935 und 1996)
- Caterva (1938, 1992 und 2006)
- Finesse (1939)
- Ignitus (1971)
- Yo, yo y yo (1971 und 2007)
- Los Ochoa (1972 und 2003)
- La potra (1973 und 2003)
- Usaland (1973)
- Vil & Vil (1975 und 2005)
- Urrumpta (1977)
- Tal cual (1980)
- L'Ambigú (1982)
- Karcino (1988)
- Gentuza (1991 und 2006)
- Mujeres (1991)
- La purga (1994 und 2004)
- Elegías (1994)
- Esto fui (1994)
- Sagesse (1995)
- Don Juan (1995)
- Sexamor (1996)
- Sonetos (1996)
- Decio 8A (1997)

Deutsch
- Op Oloop. Roman. Tropen, Köln 2002. Deutsch von Silke Kleemann. ISBN 3-932170-51-2
- Op Oloop. Roman. Suhrkamp, Frankfurt 2005. Deutsch von Silke Kleemann. ISBN 3-518-45677-6